# T·C·A·拉加万
T·C·A·拉加万（1955年12月16日—），印度作家、前外交官，曾任印度驻巴基斯坦高级专员、印度驻新加坡高级专员等职务。

## 經歷
T·C·A·拉加万出生于1955年12月16日。
2009年10月至2013年6月，任印度驻新加坡高级专员。2013年7月至2015年12月，任印度驻巴基斯坦高级专员。
2015年12月，退休。